# Vladimir Fëdorovič Odoevskij
Vladimir Fëdorovič Odoevskij, in russo Владимир Фёдорович Одоевский? (Mosca, 13 agosto 1803 – Mosca, 11 marzo 1869), è stato uno scrittore, filosofo e critico musicale russo, noto come l'Hoffmann russo nel campo del Giornalismo musicale.
Appartenente alla famiglia aristocratica dei Ruriki, ebbe il titolo di principe. Ammiratore di Tieck e Novalis, scrisse soprattutto racconti per bambini e storie fantastiche, caratterizzate dal misticismo, frutto dell'influenza di Jakob Böhme e Louis Claude de Saint-Martin; scrisse anche alcuni saggi e novelle, raccolti in Le notti russe (1844). Caratteristica del suo stile sono le descrizioni della propria società e di quelle immaginate come sfondi dei suoi racconti, di cui parla con rabbia e distopia. Quanto alla Musica, amava Glinka, Bach e Beethoven.

## Biografia
Nato e cresciuto a Mosca, quando era ancora ventenne fu tra i fondatori del circolo dei Ljubomudrye, una delle più illustri società segrete russe (attiva dal 1823 al 1825). In seguito alla Rivolta di Dicembre, data la presenza al suo interno di alcuni ribelli, fu sciolta. Odoevskij s'interessò soprattutto del pensiero di Friedrich Schelling e della Letteratura tedesca.
Nel 1824 prese a lavorare come giornalista e critico letterario. Trasferitosi a San Pietroburgo nel 1826, divenne quindi coeditore con Puškin della rivista Sovremennik, fondata nel 1836. Molti intellettuali di spicco di questi anni furono legati a questa testata: Gogol', Pëtr Andreevič Vjazemskij, Tjutčev, Faddei Bulgarin, Pëtr Aleksandrovič Pletnëv, Nekrasov, Gončarov, Aleksandr Ivanovič Herzen, Ogarëv, Ostrovskij, Grigorovič, persino Tolstoj. Nel 1845 fu fra i membri fondatori della Società geografica russa. Nel 1861 tornò a Mosca per essere eletto senatore a vita.